# On the Quiet
On the Quiet é um filme mudo do gênero comédia produzido nos Estados Unidos e lançado em 1918. É atualmente considerado filme perdido.